# Вараксин, Алексей Юрьевич
Алексей Юрьевич Вараксин (род. 22 сентября 1969 года, Москва) — российский физик, специалист в области двухфазных сред и их использования в энергетике, член-корреспондент РАН (2011).

## Биография
Родился 22 сентября 1969 года в Москве.
В 1992 году — окончил МГТУ имени Н. Э. Баумана.
В 2001 году — защитил докторскую диссертацию, тема: «Исследование структуры турбулентных гетерогенных потоков „газ — твёрдые частицы“»; профессор.
В 2011 году — избран членом-корреспондентом РАН.
Заведующий отделением Объединённого института высоких температур РАН.

## Научная деятельность
Специалист в области двухфазных сред и их использования в энергетике.
Им получен целый ряд пионерских результатов, среди которых: установление влияния частиц на начало ламинарно-турбулентного перехода; исследование процессов генерации и диссипации энергии турбулентности частицами; объяснение эффекта снижения относительного сопротивления тупых тел по сравнению с более острыми в гетерогенных потоках; выявление безразмерных критериев, определяющих наличие и интенсивность различных столкновительных процессов в двухфазных потоках; решение проблемы генерации, устойчивости и управления свободными концентрированными вихрями и др.
Результаты фундаментальных исследований находят своё применение при прогнозировании воздействия частиц пыли на лопатки компрессоров, несгоревших частиц топлива на охлаждаемые рабочие лопатки высокотемпературных турбин, оптимизации процессов гетерогенного горения в камерах сгорания газотурбинных и парогазовых установок, а также при оценках теплоэрозионного и загрязняющего воздействия дисперсной фазы на теплообменные поверхности парогенераторов, работающих на твёрдом топливе.
Ведёт преподавательскую деятельность в звании профессора в МЭИ и МГТУ имени Н. Э. Баумана.
Член Национального комитета РАН по тепло- и массообмену, член Научного совета Международного центра по тепло- и массообмену, член редакционной коллегии журнала «Безопасность в техносфере».

## Награды
- Государственная премия Российской Федерации для молодых учёных (2000) — за исследование процессов генерации и диссипации турбулентности в гетерогенных газовых потоках[5]